# ベイビーランニンワイルド
「ベイビーランニンワイルド」は、男性4人組ダンスユニットLeadが2005年7月6日に発売した9枚目のシングルである。

## 概要
初回限定盤（CD+DVD）と通常盤（CDのみ）の2形態で発売。初回限定盤にDVDが付くのは6枚目のシングル「Night Deluxe」以来となるが、シングルの付属DVDにPVが収録されるのは本作が初である。
本作から通常のCD-DAでの発売となる。

## 収録曲

### CD
1. ベイビーランニンワイルド
（作詞、作曲、編曲：シライシ紗トリ）
日本テレビ系『第25回全国高等学校クイズ選手権』応援ソング
2. Summer Splash
（作詞：藤林聖子 / 作曲、編曲：佐々木章）
3. ベイビーランニンワイルド (Instrumental)
4. Summer Splash (Instrumental)

### DVD
※初回限定盤（CD+DVD）のみ
1. ベイビーランニンワイルド (PV)